# Andorra en los Juegos Olímpicos de Barcelona 1992
Andorra estuvo representada en los Juegos Olímpicos de Barcelona 1992 por un total de 8 deportistas que compitieron en 5 deportes.  
La portadora de la bandera en la ceremonia de apertura fue la atleta Maggy Moreno. El equipo olímpico andorrano no obtuvo ninguna medalla en estos Juegos.